# Dmîtrenka, Velîka Oleksandrivka
Dmîtrenka (în ucraineană Дмитренка) este un sat în comuna Cearivne din raionul Velîka Oleksandrivka, regiunea Herson, Ucraina.

## Demografie
Componența lingvistică a localității Dmîtrenka
     Ucraineană (98,77%)
     Română (1,23%)
Conform recensământului din 2001, majoritatea populației localității Dmîtrenka era vorbitoare de ucraineană (98,77%), existând în minoritate și vorbitori de română (1,23%).